# Список эпизодов телесериала «Сумеречные охотники»
Список эпизодов американского фэнтезийного телесериала телеканала Freeform «Сумеречные охотники», основанного на книжной серии «Орудия смерти» писательницы Кассандры Клэр.

## Обзор сезонов
| Сезон | Сезон | Эпизоды | Оригинальная дата показа | Оригинальная дата показа |
| Сезон | Сезон | Эпизоды | Премьера сезона          | Финал сезона             |
| ----- | ----- | ------- | ------------------------ | ------------------------ |
|       | 1     | 13      | 12 января 2016           | 5 апреля 2016            |
|       | 2     | 20      | 2 января 2017            | 14 августа 2017          |
|       | 3     | 22      | 20 марта 2018            | 6 мая 2019               |

## Список эпизодов

### Сезон 1 (2016)
| № общий | № в сезоне | Название                                              | Режиссёр           | Автор сценария                                 | Дата премьеры   | Произв. код | Зрители в США (млн) |
| --- | ---------- | ----------------------------------------------------- | ------------------ | ---------------------------------------------- | --------------- | ----------- | ------------------- |
| 1 | 1          | «Чаша смерти» «The Mortal Cup»                        | Макджи             | Эд Дектер                                      | 12 января 2016  | 267314-1    | 1,82                |
| На восемнадцатилетие Клэри Фрэй, её мать, Джослин Фрэй, похитили. Вскоре после этого, девушка обнаруживает, что ее мать принадлежит к сверхъестественной расе, которая называется «Сумеречные охотники». Клэри узнает, что она сама является Сумеречной охотницей, после того, как её спас Джейс, который затем знакомит ее с Алеком и Изабель Лайтвудами. Клэри находится перед выбором, не зная, кому можно доверять - ее лучшему другу Саймону или Сумеречным охотникам, с помощью которых она может спасти Джослин от Валентина. |            |                                                       |                    |                                                |                 |             |                     |
| 2 | 2          | «Лёгок спуск в ад» «The Descent Into Hell Isn't Easy» | Мик Гаррис         | История: Эд Дектер Телесценарий: Холли Овертон | 19 января 2016  | 267314-2    | 1,01                |
| Круг вернулся, так как им руководит Валентин. Сумеречные охотники в поисках Чаши Смерти, Нью-Йоркский Институт в тревоге. Ходж говорит Клэри, что Джослин была однажды членом Круга. Джейс понимает, что воспоминания Клэри являются единственным способом найти Джослин и Чашу. К сожалению, воспоминания девушки стёрты, а без них они неспособны помочь ей или Сумеречным охотникам. Таким образом, Джейс, Изабель и Алек ведут Клэри к могущественным Безмолвным Братьям в Городе Костей. Между тем, Люк продолжает искать Клэри, в то как время Саймон пытается смириться с жизнью своей лучшей подруги. |            |                                                       |                    |                                                |                 |             |                     |
| 3 | 3          | «Вечеринка мертвецов» «Dead Man's Party»              | Энди Уок           | Марджори Дэвид                                 | 26 января 2016  | 267314-3    | 0,98                |
| Саймон в плену у вампиров в Отеле Дюморт, Клэри просит Джейса, Алека и Изабель помочь ей спасти её лучшего друга. Пока команда готовится к миссии, Джейс помогает Клэри узнать больше о её силах Сумеречной охотницы. Изабель обращается к Мелиорну за информацией, как пройти в Отель Дюморт незамеченными, а Алек начинает сомневаться в мотивах Джейса и о своём месте в их партнерстве. В то же время, совсем напуганный Саймон сильно сближается с Камиллой, лидером клана вампиров. |            |                                                       |                    |                                                |                 |             |                     |
| 4 | 4          | «Воззывая ад» «Raising Hell»                          | Таня Маккирнан     | Майкл Рейц                                     | 2 февраля 2016  | 267314-4    | 0,96                |
| Саймон ссорится с Джейсом и оставляет институт. Сумеречные охотники решают выманить чернокнижника Магнуса Бейна из укрытия с помощью ценного ожерелья, чтобы получить его помощь в возвращении воспоминаний Клэри. Магнус сообщает им, что он отдал воспоминания девушки Демону Памяти для хранения. Сумеречные охотники отслеживают Магнуса в его укрытии, где на всех нападет Круг. Магнус транспортирует их в другое укрытие, где они вызывают Демона Памяти. Личная неуверенность Алека в своих чувствах к Джейсу нарушает ритуал и Клэри вынуждена убить Демона, вместе со своими воспоминаниями. Между тем, Саймон сталкивается с видениями с Камиллой, и возвращается в Отель Дюморт.                                                        |            |                                                       |                    |                                                |                 |             |                     |
| 5 | 5          | «Му Шу на вынос» «Moo Shu to Go»                      | Келли Макин        | Анджел Дин Лопез                               | 9 февраля 2016  | 267314-5    | 0,95                |
| Напряжение между Алеком и Клэри увеличивается, так как они не соглашаются в лучшем способе найти Валентина. Но когда Джейса и Изабель отправляют на разведку к Мелиорну по приказу Маризы Лайтвуд, Алека оставляют защищать Клэри, премного к их негодованию. Учитывая, что его строгая мать в Институте, и склонность Клэри нарушать правила, Алеку становится сложнее соблюдать правила Конклава и одновременно сдерживать обещание Джейсу. В то же время, стая оборотней Нью-Йорка начинает свою охоту на Клэри и Чашу Смерти. |            |                                                       |                    |                                                |                 |             |                     |
| 6 | 6          | «О людях и ангелах» «Of Men and Angels»               | Оз Скотт           | И. Шайрин Рэйзак                               | 16 февраля 2016 | 267314-6    | 0,98                |
| Клэри, Джейс и Саймон отвозят смертельно раненого Люка к Магнусу за помощью. После настойчивости оборотня, Магнус сообщает Клэри прошлое Круга и участии там её матери. Между тем, Роберт Лайтвуд прибывает в Институт, он и Мариза хотят восстановить честь семьи Лайтвудов. Когда Изабель сообщает Алеку, что их родители планируют его женить, он покидает институт и идёт к Магнусу. Там он, Магнус и другие спасают жизнь Люка. Люк сообщает Клэри, что у неё был брат, Джонатан Кристофер, который умер в результате пожара, устроенного Валентином. Клэри затем обнаруживает свою способность, которая заставляет её понять, что она знает о местонахождении Чаши Смерти.                                                                    |            |                                                       |                    |                                                |                 |             |                     |
| 7 | 7          | «Старший Аркан» «Major Arcana»                        | Дж. Майлз Дейл     | Питер Бинсвангер                               | 23 февраля 2016 | 267314-7    | 0,84                |
| Сложив воедино все подсказки о том, где Джослин могла спрятать Чашу Смерти, Клэри, Джейс, Алек и Изабель работают над тем, чтобы определить её местонахождение раньше остальных. Но из-за Демонов и Нежити, скрывающихся везде, забрать Чашу Смерти будет нелегко. Тем временем Саймон начинает опасаться того, что он превращается в вампира. |            |                                                       |                    |                                                |                 |             |                     |
| 8 | 8          | «Кровная вражда» «Bad Blood»                          | Джеримайя С. Чечик | Эллисон Раймер                                 | 1 марта 2016    | 267314-8    | 0,87                |
| Когда до Конклава доходит слух о внепрограммных операциях Алека, Джейса, Изабель и Клэри, они отправляют своего представителя, чтобы проследить за тем, как Лайтвуды управляют Нью-Йоркским Институтом. Когда прибывает человек из Конклава, становится предельно ясно насколько Лайтвуды влипли. Тем временем Клэри предстоит обескураживающее решение. |            |                                                       |                    |                                                |                 |             |                     |
| 9 | 9          | «Восстань» «Rise Up»                                  | Дж. Миллер Тобин   | Холли Овертон                                  | 8 марта 2016    | 267314-9    | 0,95                |
| После атаки Отрекшихся, Институт находится в состоянии повышенной готовности. Лидия арестует Мелиорна за якобы передачу информации Валентину. Во время его допроса, Мелиорн говорит, что Клэри уже достала Чашу Смерти. Джейс, Изабель и Клэри решили взять дело в свои руки. С помощью Магнуса они забирают Чашу из Института. Позже Изабель, Клэри, Джейс, Саймон, Люк и Рафаэль объединяются, чтобы спасти Мелиорна от расправы с ним в Городе Костей. Позже, Мелиорн сообщает Клэри, что он может помочь найти ее отца. Саймон остаётся с вампирами, чтобы примириться со своей новой сущностью. |            |                                                       |                    |                                                |                 |             |                     |
| 10 | 10         | «Изменённый мир» «This World Inverted»                | Дж. Майлз Дейл     | И. Шайрин Рэйзак                               | 15 марта 2016   | 267314-10   | 0,78                |
| Клэри и Джейс получают наводку от Мелиорна, что они могут найти Валентина отыскав портал в другом измерении, но только Клэри может попасть в этот новый мир. В этой альтернативной реальности Клэри узнает, что угрозы демонов больше не существует, а Сумеречные Охотники были больше не нужны. В то время как она осознает, что эта реальность является жизнью, которую она всегда хотела, Клэри должна действовать или потеряет себя в альтернативном мире навсегда. В то же время, Алек и Изабель должны столкнуться с последствиями нападения существа Нижнего Мира. Лидия арестовывает Иззи по обвинению в измене Конклаву. |            |                                                       |                    |                                                |                 |             |                     |
| 11 | 11         | «Кровь взывает к крови» «Blood Calls to Blood»        | Майрзи Алмас       | Марджори Дэвид                                 | 22 марта 2016   | 267314-11   | 0,78                |
| Получив важную информацию о Валентине от неожиданного союзника, Клэри, Джейс и Люк разрабатывают план по спасению Джослин. С почти невозможной миссией, тройка не остановиться ни перед чем чтобы спасти мать Клэри и остановить Валентина навсегда. В то же время, Инквизитор Эрондейл прибывает в Институт на слушание по делу Изабель, в то время как Алек обращается к Магнусу за помощью. |            |                                                       |                    |                                                |                 |             |                     |
| 12 | 12         | «Малек» «Malec»                                       | Джеймс Маршалл     | Майкл Рейц                                     | 29 марта 2016   | 267314-12   | 0,82                |
| Институт в полном разгаре, так как все готовятся к свадьбе Алека и Лидии. Наносятся последние штрихи к свадебному платью Лидии, расставлены свадебные декорации и Изабель пытается найти способ устроить традиционный, примитивный мальчишник для своего брата. Алек разрываются между двух сторон – свадьбы, как самого важного для в его жизни, и что его парабатай должен быть рядом с ним, но он и Джейс все еще не в ладах. Алек также продолжает бороться со своими чувствами к Магнусу. И так как Институт полон романтики, Клэри отчаянно хочет наладить отношения с Джейсом, но он держит ее на расстоянии. В то же время, Джейс, Клэри и Магнус идут на поиски мага Рагнора Фелла чтобы попытаться найти антидот, дабы пробудить Джослин. |            |                                                       |                    |                                                |                 |             |                     |
| 13 | 13         | «Утренняя звезда» «Morning Star»                      | Дж. Майлз Дейл     | Питер Бингсвангер                              | 5 апреля 2016   | 267314-13   | 0,76                |
| Времени для Сумеречных Охотников остановить Валентина остается мало. Джейс, который все еще переваривает все что случилось, ставит поимку Валентина его первым приоритетом, даже если он продолжает бороться со своими противоречивыми чувствами. В надежде найти способ остановить Валентина пока еще не поздно, Клэри и Саймон должны найти ключ к пробуждению от комы Джослин. Но этот ключ к побуждению может в процессе просто разрушить мирный договор Нижнего Мира. В то же время, Алек должен справиться с последствиями его решения и чем может означать его выбор для его будущего. |            |                                                       |                    |                                                |                 |             |                     |

↑  1. Второй эпизод «Лёгок спуск в ад» стал доступен онлайн 12 января 2016 года в день премьеры сериала.

### Сезон 2 (2017)
| № общий | № в сезоне | Название                                                                        | Режиссёр                | Автор сценария                | Дата премьеры   | Произв. код | Зрители в США (млн) |
| ------- | ---------- | ------------------------------------------------------------------------------- | ----------------------- | ----------------------------- | --------------- | ----------- | ------------------- |
| 14      | 1          | «Виновата кровь» «This Guilty Blood»                                            | Мэттью Хатингс          | Майкл Рейш                    | 2 января 2017   | 267314-14   | 1,19                |
| 15      | 2          | «Дверь во тьму» «A Door Into the Dark»                                          | Энди Волк               | И. Ширин Разак                | 9 января 2017   | 267314-15   | 0,75                |
| 16      | 3          | «Утерянный парабатай» «Parabatai Lost»                                          | Грегори Смит            | Peter Binswanger              | 16 января 2017  | 267314-16   | 0,81                |
| 17      | 4          | «День ярости» «Day of Wrath»                                                    | Джо Лазаров             | Джэми Горенберг               | 23 января 2017  | 267314-17   | 0,64                |
| 18      | 5          | «Прах и тени» «Dust and Shadows»                                                | Салли Ричардсон-Уитфилд | Зак Хаг                       | 30 января 2017  | 267314-18   | 0,58                |
| 19      | 6          | «Железные сёстры» «Iron Sisters»                                                | Майк Рол                | Эллисон Раймер                | 6 февраля 2017  | 267314-19   | 0,65                |
| 20      | 7          | «Как ты пал» «How Are Thou Fallen»                                              | Бен Эрнандес Брэй       | Холли Овертон                 | 13 февраля 2017 | 267314-20   | 0,55                |
| 21      | 8          | «Любовь есть дьявол» «Love is the Devil»                                        | Катриона Маккензи       | И. Ширин Разак                | 20 февраля 2017 | 267314-21   | 0,67                |
| 22      | 9          | «Связанные кровью» «Bound by Blood»                                             | Мэттью Хатингс          | Питер Бинсвенджер             | 27 февраля 2017 | 267314-22   | 0,52                |
| 23      | 10         | «В свете утренней зари» «By the Light of Dawn»                                  | Джошуа Батлер           | Даррен Свиммер и Тодд Славкин | 6 марта 2017    | 267314-23   | 0,64                |
| 24      | 11         | «Мой наибольший грех» «Mea Maxima Culpa»                                        | Мэттью Хатингс          | Майкл Рейш                    | 5 июня 2017     | 267314-24   | 0,71                |
| 25      | 12         | «Ты не принадлежишь себе» «You Are Not Your Own»                                | Билле Вудрафф           | Джейми Горенберг              | 12 июня 2017    | 267314-25   | 0,55                |
| 26      | 13         | «С кровью демона» «Those of Demon Blood»                                        | Майкл Гой               | Зак Юг                        | 19 июня 2017    | 267314-26   | 0,59                |
| 27      | 14         | «Народ Фей» «The Fair Folk»                                                     | Крис Грисмер            | Тэйлор Мэллори                | 26 июня 2017    | 267314-27   | 0,67                |
| 28      | 15         | «Проблема с памятью» «A Problem of Memory»                                      | Питер Делуиз            | Эллисон Раймер                | 10 июля 2017    | 267314-28   | 0,46                |
| 29      | 16         | «День искупления» «Day of Atonement»                                            | Пол Уэсли               | Питер Бинсвенджер             | 17 июля 2017    | 267314-29   | 0,59                |
| 30      | 17         | «Тёмное отражение» «A Dark Reflection»                                          | Джеффри Дж. Хант        | Холли Овертон                 | 24 июля 2017    | 267314-30   | 0,60                |
| 31      | 18         | «Очнись, воскресни или будь падшим навеки» «Awake, Arise, or Be Forever Fallen» | Аманда Роу              | Джейми Горенберг              | 31 июля 2017    | 267314-31   | 0,63                |
| 32      | 19         | «Славься и прощай» «Hail and Farewell»                                          | Мэттью Хатингс          | Брайан К. Миллер              | 7 августа 2017  | 267314-32   | 0,60                |
| 33      | 20         | «У тихой воды» «Beside Still Water»                                             | Мэттью Хатингс          | Тодд Славкин и Даррен Свиммер | 14 августа 2017 | 267314-33   | 0,59                |

### Сезон 3 (2018-19)
| № общий | № в сезоне | Название                                              | Режиссёр          | Автор сценария                | Дата премьеры   | Произв. код | Зрители в США (млн) |
| ------- | ---------- | ----------------------------------------------------- | ----------------- | ----------------------------- | --------------- | ----------- | ------------------- |
| 34      | 1          | «На адовой земле» «On Infernal Ground»                | Мэтт Хастингс     | Тодд Славкин и Даррен Свиммер | 20 марта 2018   | 267314-34   | 0,49                |
| 35      | 2          | «Власть имущие» «The Powers That Be»                  | Питер ДеЛуис      | Питер Бинсвангер              | 27 марта 2018   | 267314-35   | 0,44                |
| 36      | 3          | «Что кроется внутри» «What Lies Beneath»              | Аманда Роу        | Алекс Шеммер                  | 3 апреля 2018   | 267314-36   | 0,46                |
| 37      | 4          | «Наставления твоей души» «The Soul Instructed»        | Эмиль Левисетти   | Джейми Горенберг              | 10 апреля 2018  | 267314-37   | 0,35                |
| 38      | 5          | «Сильнее небес» «Stronger Than Heaven»                | Джефф Шотц        | Брайан Милликин               | 17 апреля 2018  | 267314-38   | 0,30                |
| 39      | 6          | «Окно в пустую комнату» «A Window into an Empty Room» | Алексис Коричинск | Аиша Портер-Кристи            | 24 апреля 2018  | 267314-39   | 0,43                |
| 40      | 7          | «Соль на рану» «Salt in the Waund»                    | Джошуа Батлер     | Селесте Васкез                | 1 мая 2018      | 267314-40   | 0,42                |
| 41      | 8          | «Сердце тьмы» «A Heart in the Darkness»               | Эри Сандел        | Джейми Горенберг              | 8 мая 2018      | 267314-41   | 0,42                |
| 42      | 9          | «Семья прежде всего» «Familia Ante Omnia»             | Мэтт Хастингс     | Тэйлор Мэллори                | 15 мая 2018     | 267314-42   | 0,37                |
| 43      | 10         | «Я гряду» «Erchomai»                                  | Джеф Хант         | Брайан К. Миллер              | 15 мая 2018     | 267314-43   | 0,31                |
| 44      | 11         | «Потерянные души» «Lost Souls»                        | Мэттью Хатингс    | Тодд Славкин и Даррен Свиммер | 25 февраля 2019 | 267314-44   | 0,37                |
| 45      | 12         | «Первородный грех» «Original Sin»                     | Мэттью Хатингс    | Алекс Шеммер                  | 4 марта 2019    | 267314-45   | 0,31                |